# Kariat Ben Aouda
Kariat Ben Aouda (franska: Kariat Ben Aouda (CR), Kariat Ben Aouda (Commune Rurale), arabiska: اولاد نوال) är en kommun i Marocko.   Den ligger i provinsen Kénitra och regionen Rabat-Salé-Kénitra, i den norra delen av landet, 120 km nordost om huvudstaden Rabat. Antalet invånare är 11 147.